# قورول عليا
قورول عليا (بالفارسية: قورول علیا) هي قرية تقع في قسم بسطام الريفي (مقاطعة تشايبارة) في إيران. يقدر عدد سكانها بـ 21 نسمة بحسب إحصاء 2016.